# بلک باتم ما رینی
ریشه سیاه مارینی (به انگلیسی: Ma Rainey's Black Bottom) یک سینمایی درام آمریکایی محصول سال ۲۰۲۰ به کارگردانی جورج سی ولف و نویسندگی روبن سانتیاگو-هادسون است که بر اساس نمایشنامه ای به همین نام(ریشه سیاه ما رینی) از آگوست ویلسون ساخته شده‌است. این فیلم به تهیه کنندگی دنزل واشینگتن، تاد بلک، تیلور پیج و دنی ولف و در مورد سرنوشت «مادر بلوز» ما رینی در سال ۱۹۲۷ شیکاگو متمرکز می‌باشد. در این فیلم وایولا دیویس و چادویک بوزمن در نقش اصلی و گلین ترمن، کولمن دومینگو و مایکل پاتس در نقش‌های مکمل نقش آفرینی می‌کنند.
در تاریخ ۲۸ اوت سال ۲۰۲۰، بوزمن در اثر سرطان روده بزرگ در طی مراحل پس از تولید درگذشت و باعث شد آخرین حضورش را در فیلم داشته باشد.
این فیلم در تاریخ ۲۵ نوامبر سال ۲۰۲۰ اکران شُد.

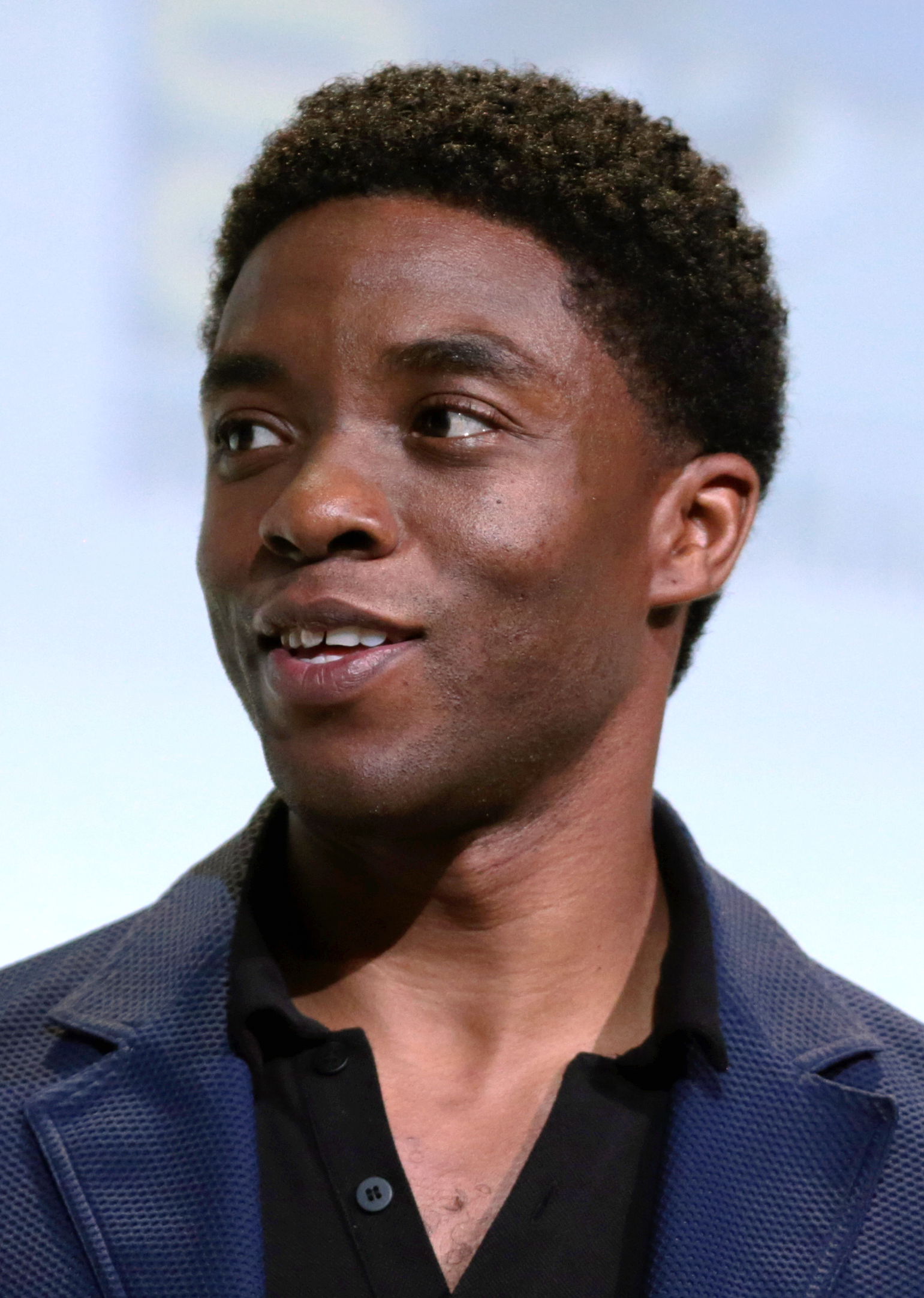
تصویر چادویک بوزمن در اجرای نهایی خود